# Apeadero Riachuelito
Apeadero Riachuelito es una estación de ferrocarril ubicada en las afueras de la localidad de Herlitzka, en el Departamento San Luis del Palmar en la Provincia de Corrientes, República Argentina. 

## Servicios
Se encuentra Precedida por la Estación San Luis del Palmar y le sigue la Estación Herlitzka.